# 博恩沙伊德巴赫河
50°50′16″N 7°26′13″E / 50.837644°N 7.4369744°E
博恩沙伊德巴赫河（德語：Bornscheider Bach），是德國的河流，位於該國西部，流經北萊茵-威斯特法倫州，屬於瓦爾德布勒爾巴赫河的左支流，河道全長3.6公里，流域面積5.9平方公里。